# 木原桑宅
木原 桑宅（きはら そうたく、1816年3月28日（文化13年2月30日）- 1881年（明治14年）8月23日）は、江戸時代末期から明治時代初期の儒者。広島藩士。名は籍之。字（あざな）は君茅。通称は慎斎、慎一郎。別号に撚白老人。

## 来歴
1816年（文化13年）、医師の子として安芸国広島（現：広島県広島市）に生まれる。広島藩学問所（現：修道中学校・高等学校）にて坂井虎山などに学ぶ。1862年（文久2年）、漢学に熟達していることが評価され、民間から抜擢されて学問所教授、儒医組となる。長州藩の吉田松陰と親しく、松陰に書経を教えたり、松陰の著作の序文を依頼されるなどした。第二次長州征伐では「治本策」を提出、朝廷尊重に基づく幕政改革を説いた。1881年（明治14年）8月23日死去。
次男は裁判官の木原章六。